# Хартл, Рой
Рой Хартл (англ. Roy Hartle; 4 октября 1931 — 5 ноября 2014) — английский профессиональный футболист, в основном играл на позиции правого защитника.

## Спортивная карьера
Почти всю свою карьеру провёл в «Болтон Уондерерс». В 16 лет он перешёл в клуб из «Бромсгроув Роверс» и в итоге провёл за «Болтон» 499 матчей во всех соревнованиях. Его наибольшим достижением с клубом является победа в финале кубка Англии 1958, «Болтон» обыграл «Манчестер Юнайтед» со счётом 2:0.
После одного года в США с «Нью-Йорк Дженералс» он завершил свою игровую карьеру и был назначен на должность главного скаута в «Бери», ему также предлагали работать в «Сток Сити» и «Гримсби Таун».
Был включён в зал славы «Болтона» и имел клубный люкс на стадионе «Рибок», названный в его честь. Он умер 5 ноября 2014 года в возрасте 83 лет после продолжительной болезни, проведя последние годы в местном доме престарелых.